# Israël op de Olympische Winterspelen 2010

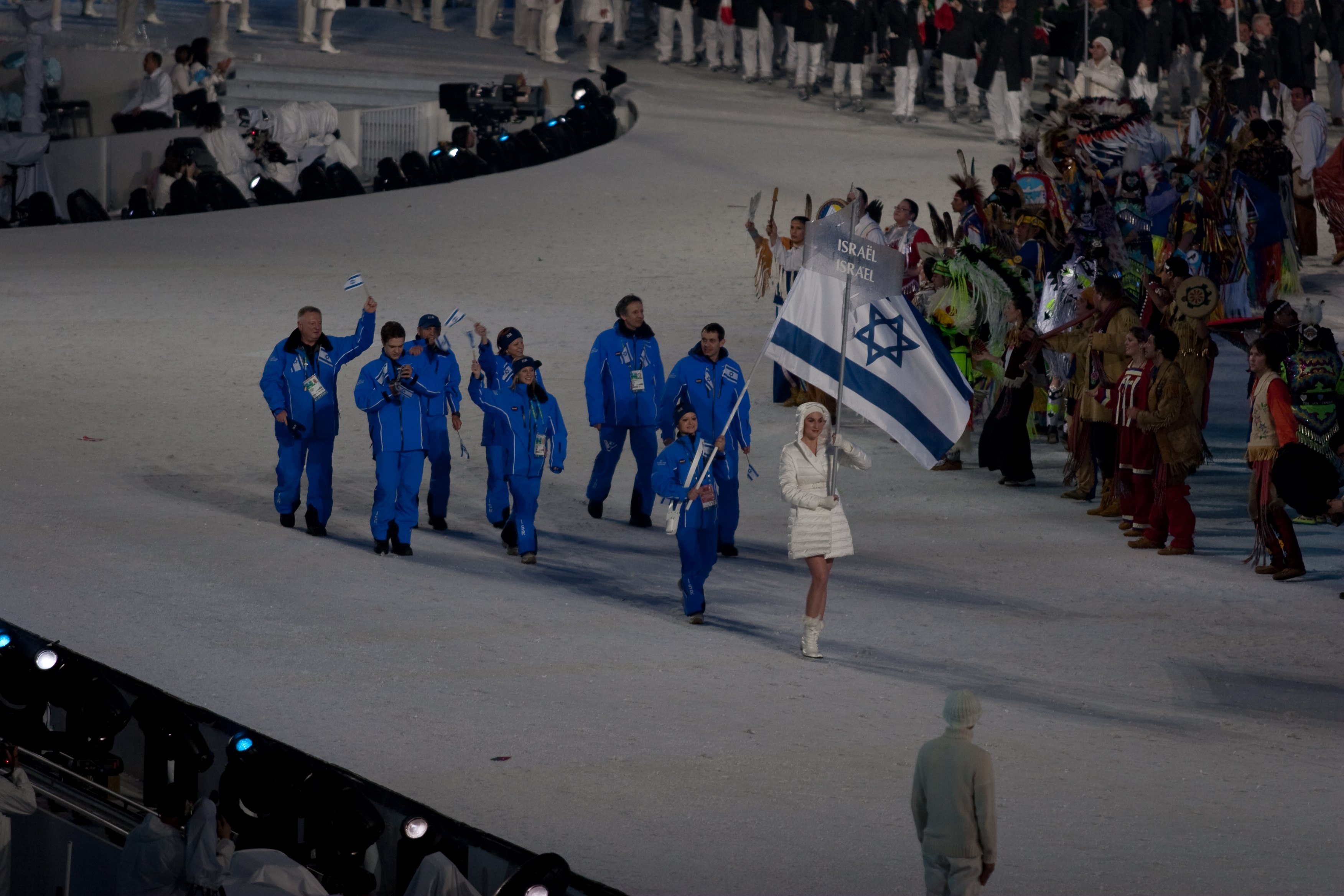
Het team van Israël bij de opening

Tijdens de Olympische Winterspelen van 2010, die in Vancouver (Canada) werden gehouden, nam Israël voor de vijfde keer deel aan de Winterspelen.

## Deelnemers en resultaten
(m) = mannen, (v) = vrouwen 

### Alpineskiën
| Olympiër         | Discipline       | Resultaat | Prestatie                          |
| ---------------- | ---------------- | --------- | ---------------------------------- |
| Mykhaylo Renzhyn | reuzenslalom (m) | 55e       | 2.53,18 (+15,98) — 1.25,77+1.28,04 |
| Mykhaylo Renzhyn | slalom (m)       | 35e       | 1.48,91 (+9,59) — 52,84+56,07      |

### Kunstrijden
| Olympiër                          | Discipline | Resultaat | Prestatie                                                                 |
| --------------------------------- | ---------- | --------- | ------------------------------------------------------------------------- |
| Alexandra Zaretski Roman Zaretski | ijsdansen  | 10e       | 180,26 (verplichte dans: 34.38, originele dans: 55.24, vrije dans: 90.64) |

Albanië · Algerije · Andorra · Argentinië · Armenië · Australië · Azerbeidzjan · België · Bermuda · Bosnië en Herzegovina · Brazilië · Bulgarije · Canada · Chili · China · Chinees Taipei · Colombia · Cyprus · Denemarken · Duitsland · Estland · Ethiopië · Finland · Frankrijk · Georgië · Ghana · Griekenland · Groot-Brittannië · Hongarije · Hongkong · Ierland · IJsland · India · Iran · Israël · Italië · Jamaica · Japan · Kaaimaneilanden · Kazachstan · Kirgizië · Kroatië · Letland · Libanon · Liechtenstein · Litouwen · Macedonië · Marokko · Mexico · Moldavië · Monaco · Mongolië · Montenegro · Nederland · Nepal · Nieuw-Zeeland · Noord-Korea · Noorwegen · Oekraïne · Oezbekistan · Oostenrijk · Pakistan · Peru · Polen · Portugal · Roemenië · Rusland · San Marino · Senegal · Servië · Slovenië · Slowakije · Spanje · Tadzjikistan · Tsjechië · Turkije · Verenigde Staten · Wit-Rusland · Zuid-Afrika · Zuid-Korea · Zweden · Zwitserland